# Беата Куркуль
Беа́та Курку́ль (лит. Beata Kurkul; нар. 21 січня 1979, Вільнюс) — українська художниця та волонтерка литовсько-польського походження, відома завдяки своїм численним малюнкам українських прикордонників та інших українських військовослужбоців чи учасників російсько-української війни.

## Біографія
Беата Куркуль народилась 21 січня 1979 року у Вільнюсі в польській родині. Її мати була хіміком, а батько інженером. Беату назвали на честь улюбленої акторки її батька: Беати Тишкевич. В 1997 році закінчила художню школу, але вищу освіту пішла отримувати в сфері медицини до Вільнюського коледжу. Деякий час працювала медсестрою, доки через емоційне вигорання не вирішила покинути цю професію.
Беата захопилась кінофраншизою «Зоряні війни» і почала проводити багато часу на форумах фанатів цієї франшизи. Наприкінці 2004 року Беата поїхала до Києва в гості до іншого фана «Зоряних війн», свого майбутнього чоловіка Миколи Авдєєва — українця, з яким раніше познайомилась на форумі в інтернеті. 2007 року він зробив їй пропозицію і в 2008 році вони одружилися. Перед подружжям постало питання місця проживання: Литва чи Україна. Вони вирішили жити разом в Україні. Основним фактором, який вплинув на їх рішення, стала мова: Беаті, яка знала російську мову і розуміла українську мову через її схожість із польською, яку вона теж знала, було б набагато легше адаптуватись в Україні, ніж її чоловіку в Литві.
Ще під час проживання в Литві, працюючи медсестрою, Беата повернулась до хобі, яким займалась у дитинстві — малювання. До цього її спонукало захоплення «Зоряними війнами»: вона почала малювати фан-арт, пов'язаний із цим фантастичним всесвітом. Переїхавши до України, вона знайшла роботу концепт-художницею в сфері розробки відеоігор, в якій працює і понині, досягнувши посади артдиректорки. В 2008—2011 працювала в компанії «ERS Game Studio», в 2011—2018 в «Rightcom United LP», а з 2018 і понині працює в «GrandMA Studios» (яка розробляє, зокрема, популярну серію ігор Mystery Case Files).
Коли в 2014 році почалась російська збройна агресія проти України, її чоловік став допомагати українським військовим як волонтер. Через деякий час, коли її чоловік став дуже перевантажений волонтерськими справами, Беата почала йому потроху допомагати, а згодом і сама повністю поринула у волонтерську діяльність. Коли українських прикордонників на Луганщині гостро критикували у суспільстві за їх нібито нерішучість, подружжя вирішило зосередити свої зусилля на допомозі саме прикордонникам. Подружжя докладало зусиль щоб забезпечувати військовослужбовців спорядженням (зокрема, шоломами, бронежилетами і оптичними приладами), ліками, формою та берцями.

## Творчість

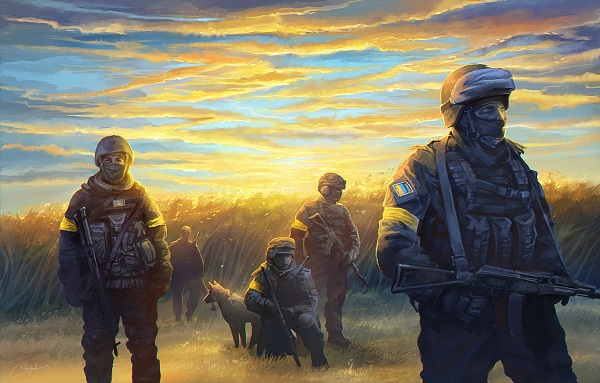
Картина «Світанок», 2022 р.

Творчість Беати Куркуль на тематику українських прикордонників і військових почалась із шаржу прикордонника Романа Дум'яка, який служив на пропускному пункті «Красна Талівка». Подружжя зібрало гроші на коліматор (приціл) для цього військовослужбовця і Беата намалювала на коробці із коліматором шарж на нього, взявши за основу фото із соцмереж. Перший серйозний малюнок на цю тематику з'явився після відвідання подружжям військового шпиталю, де художниця надихнулась на створення малюнку українського бійця-прикордонника. За цим створила й інші малюнки. На початку, окрім бажання творчого вираження, її також мотивувала до малювання можливість подражнити своїх російських знайомих. За словами Беати, популярність до її творчості прийшла коли її малюнки репостнула сторінка «Правого сектору».
За роки її творчої діяльності відбулось декілька десятків виставок її робіт, серед них виставка в аеропорті «Бориспіль» в 2015 році, виставки в театрі ім. М. Лисенка в Харкові і в Центрі сучасного мистецтва ім. Куїнджі в Маріуполі в 2016 році, виставка в замку Паланок в Мукачево в 2017 році, виставка в Ізмаїлі в 2019 році, в Чопі в 2020, у Вільнюсі в 2023 та інші. Під час повномасштабного російського вторгнення привозила свої виставки до прифронтових міст. В середині 2023 року проходила виставка її робіт в дворі будівлі Сейму Литви, а також в одному з найбільших торгово-розважальних комплексів Вільнюса.
Вона регулярно відвідує місця дислокації прикордонників, де також проводить виставки своїх робіт, разом з тим збираючи сюжети і натхнення для подальших робіт. Ідеї для робіт Беата збирає спостерігаючи за прикордонниками, передивляючись фотографії їх служби або слухаючи їх розповіді.
Деякі малюнки Беати Куркуль стали помітно популярнішими за інші, наприклад «Татова доця» (малюнок прикордонника із маленькою дочкою), «Життя триває» (малюнок дівчинки в береті прикордонника), «Обороняючи кордон» (малюнок трьох прикордонників і собаки поруч із прикордонним стовпом), «Паладін» (малюнок солдата з мечем) або «Медики» (малюнок військових медиків із янгольськими крилами).
В 2021 році видавництво «Видавництво» опублікувало книгу-комікс «На великій землі», в якій розповідається історія про повернення українського військового до цивільного життя після поранення. Малюнки для цієї книжки зробила Беата Куркуль. До цього, в 2020 році, були видані два альбоми-збірки її робіт: «Завжди на захисті» та «Чотири стихії кордону».
25 серпня 2015 року на пропускному пункті «Красна Талівка» був відкритий пам'ятник чотирьом прикордонникам, які загинули в бою з російською диверсійно-розвідувальною групою рівно за рік перед цим. Беата Куркуль розробила ескіз цього пам'ятника.
В 2022 році отримала ще більшу популярність, коли опублікувала малюнки на тематику війни в Україні, створені нею за допомогою нейромережі «MidJourney». За словами самої Беати, вона не прагне фотореалізму у своїх творах, їй важливіше передати емоцію і атмосферу. Для цього, наприклад, вона часто використовує міфологічні чи магічні мотиви.
Хоч її часто називають литовською художницею, Беата сама себе ідентифікує як українську художницю:

Коли говорять, що я українська художниця, у цьому не те, щоб доля правди, це повністю правда. Тому що в Литві я була медсестрою. Те, що я стала художницею, це заслуга саме України, оскільки як художниця я сформувалася саме тут.
Оригінальний текст (рос.)
Когда говорят, что я украинская художница, в этом даже не доля правды, это полностю правда. Потому что в Литве я была медсестрой. То, что я стала художницей, это заслуга именно Украины, поскольку как художник я сформировалась и развилась именно здесь.